# Giro dell'Appennino 1959
Il Giro dell'Appennino 1959, ventesima edizione della corsa, si svolse il 9 agosto 1959, su un percorso di 232 km. La vittoria fu appannaggio dell'italiano Silvano Ciampi, che completò il percorso in 6h26'00", precedendo i connazionali Walter Almaviva e Nello Velucchi.
I corridori che partirono furono 60, mentre coloro che tagliarono il traguardo di Pontedecimo furono 35.

## Ordine d'arrivo (Top 10)
| Pos. | Corridore             | Squadra       | Tempo    |
| ---- | --------------------- | ------------- | -------- |
| 1    | Silvano Ciampi        | Philco        | 6h26'00" |
| 2    | Walter Almaviva       | Bianchi       | s.t.     |
| 3    | Nello Velucchi        | Atala-Pirelli | s.t.     |
| 4    | Lino Grassi           | Torpado       | s.t.     |
| 5    | Carlo Zorzoli         | Torpado       | s.t.     |
| 6    | Gilberto dall'Agata   | Ghigi         | s.t.     |
| 7    | Carlo o Emilio Ciolli | -             | s.t.     |
| 8    | Giovanni Pettinati    | Atala-Pirelli | s.t.     |
| 9    | Carlo Nicolo          | Molteni       | s.t.     |
| 10   | Tristano Tinarelli    | Torpado       | a 24"    |